# Џенди Тартаковски
Генадиј Борисович Тартаковски (рус. Геннадий Борисович Тартаковский; 17. јануар 1970), познатији као Џенди Тартаковски (енгл. Genndy Tartakovsky), руско-амерички је аниматор.
Добитник је награде Еми. Велики утицај на његов рад су имали: амерички стрипови и поп култура те јапанске аниме. Најпознатији је као творац цртаних серија: Декстерова лабораторија, Самурај Џек и Звездани ратови: Ратови клонова.

## Биографија
Тартаковски је рођен 17. јануара 1970. у Москви од родитеља Јевреја. Његов отац је радио као зубни лекар за владине званичнике и репрезентацију Совјетског Савеза у хокеју на леду. Тартаковски је сматрао да је његов отац био веома строг и старомодан човек, али су имали блиске односе. Његова мајка, Мирифам, била је помоћница директора у школи. Има брата Александра, који је две године старији и консултанта за компјутере у Чикагу. Пре доласка у САД његова породица се преселила у Италију. Тамо је Тартаковског прво привукла уметност, инспирисана суседовом ћерком. Тартаковски је касније прокоментарисао: Сећам се, био сам ужасан у томе. За живота, нисам могао да нацртам круг.
Породица се преселила у Сједињене Америчке Државе када је он имао седам година због забринутости због утицаја антисемитизма на животе њихове деце. Породица се првобитно настанила у Колумбусу, Охајо, а касније се преселила у Чикаго. Велики утицај на њега су имали стрипови које је тамо пронашао; његова прва куповина било је издање Super Friends. Тартаковски је почео да похађа чикашку основну школу Јуџин Филд у трећем разреду. Школа је била тешка а на Тарковског се гледало као на странца. Наставио је да похађа престижну припремну средњу школу Лане Тецх Цоллеге у Чикагу и каже да се није уклапао све до друге године. Када је имао 16 година, његов отац је умро од срчаног удара. Након тога, Тартаковски и његова породица преселили су се у стамбени простор који је финансирала држава, а он је почео да ради док је још похађао средњу школу.
Да би задовољио своју амбициозну породицу, која га је охрабривала да буде бизнисмен, Тартаковски је покушао да похађа курс оглашавања, али се касно пријавио и због тога није имао много преосталих опција за избор предмета које ће похађати. Био је одређен да похађа час анимације и због тога је студирао филма на Колумбија колеџу у Чикагу пре него што се преселио у Лос Анђелес да студира анимацију на Калифорнијском институту за уметност (CalArts) са својим пријатељем Робом Ренцетијем. Тамо је упознао Крејг Макракена. На CalArts, Тартаковски је режирао и анимирао два студентска филма, од којих је један постао основа за Дектерову лабораторију. После две године у CalArts-у, Тартаковски је добио посао у компанији Lapiz Azul Productions у Шпанији. Радио је на на Бетмен: Анимирана серија. Тамо је савладао начин рада у телевизијског анимацији. Док је био у Шпанији, његова мајка је умрла од рака.
Тартаковски је био укључен у развој видео игре Samurai Jack: Battle Through Time, која је објављена 21. августа 2020.
Тартаковски jе оженио Дон Дејвид 2000. године и са њом има троје деце.

## Филмографија

### Телевизија
| Year          | Title                     | Notes |
| ------------- | ------------------------- | --- |
| 1996–99, 2003 | Dexter's Laboratory       | Креатор, редитељ (1996–1999, 2003), писац, сториборд уметник, producer (1996–1999), извршни продуцент (2001–2003), редитељ снимања гласовних улога (сезоне 1-2), и дизајнер ликова |
| 1998–2002     | The Powerpuff Girls       | Креатор и редитељ (сезоне 1–3), продуцентт супервизор (сезоне 1–4), писац, сториборд уметник                                                                                       |
| 2001–04, 2017 | Samurai Jack              | Креатор, редитељ, писац, сториборд уметник, прича, редитељ снимања гласовних улога (сезона 5), продуцент и извршни продуцент                                                       |
| 2003–05       | Star Wars: Clone Wars     | Развој, редитељ, прича и продуцент |
| 2010–11       | Sym-Bionic Titan          | Кокреатор, редитељ, прича, сториборд уметник, писац, редитељ и извршни продуцент                                                                                                   |
| 2019–present  | Primal                    | Креатор, редитељ, сториборд уметник, прича, писац, редитељ снимања гласовних улога и извршни продуцент                                                                             |
| 2023–present  | Unicorn: Warriors Eternal | Креатор, редитељ, сториборд уметник, писац, редитељ снимања гласовних улога и извршни продуцент                                                                                    |

### Филмови
| Year | Title                                 | Notes                                  |
| ---- | ------------------------------------- | -------------------------------------- |
| 1999 | Dexter's Laboratory: Ego Trip         | Редитељ и писац                        |
| 2012 | Hotel Transylvania                    | Редитељ                                |
| 2015 | Hotel Transylvania 2                  | Редитељ                                |
| 2018 | Hotel Transylvania 3: Summer Vacation | Редитељ и писац Глумац, неколико улога |
| 2022 | Hotel Transylvania: Transformania     | писац и извршни продуцент Глумац       |
| 2024 | Fixed                                 | Редитељ и писац                        |

### Short films
| Year | Title              | Notes              |
| ---- | ------------------ | ------------------ |
| 2008 | Maruined пилот     | Креатор            |
| 2012 | Goodnight Mr. Foot | Редитељ и animator |
| 2017 | Puppy!             | Редитељ и писац    |